# 維拉格羅夫 (科羅拉多州)
維拉格羅夫（英語：Villa Grove）是位於美國科羅拉多州薩沃奇縣的一個非建制地區。該地的面積和人口皆未知。

## 地理
維拉格羅夫的座標為38°14′53″N 106°56′56″W / 38.24806°N 106.94889°W，而該地的平均海拔高度為2434米（即7986英尺）。